# Řád za zásluhy Pobřeží slonoviny
Řád za zásluhy Pobřeží slonoviny (francouzsky: Ordre du Mérite Ivoirien) je druhé nejvyšší státní vyznamenání Pobřeží slonoviny. Řád byl založen roku 1970.

## Historie a pravidla udílení
Řád byl založen dne 11. září 1970. Po svém založení nahradil Medaili národních zásluh. Udílen je za vynikající zásluhy během veřejné, civilní či vojenské služby nebo během práce v soukromém sektoru. Velmistrem řádu je úřadující prezident republiky.

## Insignie
Řádový odznak má tvar pěticípé zeleně smaltované hvězdy položené na pěticípé bíle smaltované hvězdě. Uprostřed je kulatý zlatý medailon. Na přední straně je v medailonu vyobrazen slon. Po jeho stranách jsou dvě palmové větve. Medailon je lemován červeně smaltovaným kruhem s nápisem MÉRITE IVOIRIEN. Ke stuze je odznak připojen pomocí dvou zlatých palmových větví s bíle smaltovanými sloními kly. 
Řádová hvězda je v závislosti na třídě zlatá či stříbrná. Uprostřed hvězdy je řádový odznak bez přechodového prvku. 
Stuha je žlutá s jedním širokým zeleným pruhem uprostřed a dvěma úzkými zelenými proužky při obou okrajích. 

## Třídy
Řád je udílen v pěti řádných třídách:
- velkokříž – Řádový odznak se nosí na široké stuze spadající z pravého ramene na protilehlý bok. Řádová hvězda se nosí nalevo na hrudi.
- velkodůstojník – Řádový odznak se nosí na stuze nalevo na hrudi. Řádová hvězda se nosí napravo na hrudi.
- komtur – Řádový odznak se nosí na stuze kolem krku. Řádová hvězda této třídě již nenáleží.
- důstojník – Řádový odznak se nosí na stužce s rozetou nalevo na hrudi.
- rytíř – Řádový odznak se nosí na stužce bez rozety nalevo na hrudi.

velkokříž
velkodůstojník
komtur
důstojník
rytíř